# Boston-Marathon 1900
| 4. Boston-Marathon     | 4. Boston-Marathon         |
| ---------------------- | -------------------------- |
| Stadt                  | Boston, Vereinigte Staaten |
| Datum                  | 19. April 1900             |
| Distanz                | 37 – 38,5 Kilometer        |
| Sieger                 |                            |
| Männer                 | Jack Caffery (2:39:44 h.)  |
| ← Boston-Marathon 1899 | Boston-Marathon 1901 →     |
| Website                | Offizielle Website         |

Der Boston-Marathon 1900 war die 4. Ausgabe der jährlich stattfindenden Laufveranstaltung in Boston, Vereinigte Staaten. Der Marathon fand am 19. April 1900 statt. Die Laufdistanz betrug zwischen 37 und 38,5 Kilometer.
Es gewann Jack Caffery in 2:39:44 h.

## Ergebnis
| Platz | Athlet          | Land               | Zeit (h) |
| ----- | --------------- | ------------------ | -------- |
| 01    | Jack Caffery    | Kanada             | 2:39:44  |
| 02    | W. Sherring     | Kanada             | 2:41:31  |
| 03    | Fred Hughson    | Kanada             | 2:49:08  |
| 04    | J. B. Maguire   | Vereinigte Staaten | 2:51:36  |
| 05    | James Fay       | Vereinigte Staaten | 2:55:07  |
| 06    | Thomas J. Hicks | Vereinigte Staaten | 3:07:19  |
| 07    | B.F. Sullivan   | Vereinigte Staaten | 3:13:20  |
| 08    | Dick Grant      | Vereinigte Staaten | 3:13:57  |